# Hovenia trichocarpa
Hovenia trichocarpa är en brakvedsväxtart som beskrevs av Woon Young Chun och Tsiang. Hovenia trichocarpa ingår i släktet Hovenia och familjen brakvedsväxter. Utöver nominatformen finns också underarten H. t. robusta.